# Kritik und Krise
Kritik und Krise lautet der Titel der Dissertation des Historikers Reinhart Koselleck (1923–2006) von 1954 an der Universität Heidelberg. In der Buchausgabe von 1959 erhielt sie zunächst den Untertitel „Ein Beitrag zur Pathogenese der bürgerlichen Welt“, später dann „Eine Studie zur Pathogenese der bürgerlichen Welt“. In der Schrift unterzieht Koselleck die Aufklärung und ihre Geschichtsphilosophie einer vom autoritären Staatsgedanken seines frühen Mentors Carl Schmitt beeinflussten kritischen Bestandsaufnahme. Mit dieser intendiert er, die (scheinbar) humanistisch-universellen Theoreme der Aufklärung als „hypokritische“ Kampfbegriffe bloßzulegen. In Verkennung der Friedensfunktion des absolutistischen Staates in den Religionskriegen des 17. und 18. Jahrhunderts hätten sie dessen Fundament unterhöhlt. Die Eliten des im Schutze des Absolutismus aufgestiegenen Bürgertums hätten mit ihrer aufklärenden Kritik eine Staatskrise ausgelöst, die schließlich zur Französischen Revolution geführt habe. – Die weite Beachtung, die das Buch erfuhr, lässt sich an den mehrfachen Wiederauflagen (Erstausgabe 1959; Taschenbuchausgabe 1973, 11. Auflage 2010) und den zahlreichen Übersetzungen ablesen.

## Entstehung
Koselleck hatte in Heidelberg ab 1947 Geschichte, Staatslehre, Soziologie und Philosophie studiert und arbeitete seit längerem an einer historischen Dissertation. Um eine Dozentenstellung an der Universität in Bristol annehmen zu können, erkannte er im Januar 1953, dass er das Promotionsverfahren bis Oktober 1953 abschließen musste. Er reichte die Arbeit noch ohne Anmerkungen ein, was die Fakultät akzeptierte (erst später wurden die von einem Freund abgetippten Anmerkungen nachgereicht). Sein Doktorvater war Johannes Kühn, ein Freund des Vaters und zugleich Patenonkel von Reinhart Koselleck, der in der Literatur gelegentlich noch als Onkel mütterlicherseits geführt wird. Während der Abfassung der Dissertation stand Koselleck in schriftlichem Austausch mit Carl Schmitt. Persönlichen Kontakt zu Schmitt fand er bei dessen Besuchen im informellen schmittianischen Freundeskreis Heidelberger Studenten um Nicolaus Sombart, der Schmitt noch aus seiner Berliner Jugendzeit kannte, Hanno Kesting und anderen. Viele Details dieser Beziehungen werden zwar in den mittlerweile zahlreichen Darstellungen häufig ungenau, spekulativ, einseitig, missverständlich oder nachweislich fehlerhaft dargestellt, moniert die jüngere Forschungsliteratur; weitere Aufschlüsse sind aber von der baldigen Herausgabe des Briefwechsels zwischen Schmitt und Koselleck zu erwarten. Überliefert ist (zumindest) ein persönlicher Besuch Kosellecks im sauerländischen Plettenberg, Schmitts letztem Wohnsitz. Im Vorwort zur 1. und fortlaufend seit der 3. Auflage dankte Koselleck Schmitt, der ihm „in Gesprächen Fragen stellen und Antworten suchen half“.

## Thema
Gegenstand des Buches ist die Darstellung einer – von Koselleck als geistesgeschichtlich zusammenhängend begriffenen – historischen Epoche im 18. Jahrhundert: des Absolutismus, der Aufklärung und der Französischen Revolution. Nachgezeichnet wird in drei Kapiteln die Geburt der modernen bürgerlichen Gesellschaft aus dem Schoß des europäischen Absolutismus. Die Einleitung umreißt das Thema mit den beiden Sätzen: „Der Absolutismus bedingt die Genese der Aufklärung; die Aufklärung bedingt die Genese der Französischen Revolution“. Diese nach Jürgen Habermas „aus einer Dialektik von Politik und Moral“ begriffene Aufklärung entfaltet Koselleck unter der Prämisse, dass der absolutistische Staat eine Befriedungsfunktion wahrnehme für „den durch die religiösen Bürgerkriege verwüsteten Raum“. Als eine moralisch neutrale Institution gewährte er den Untertanen die Freiheit des Gewissens im privaten Raum, solange diese sich nicht gegen die Souveränität des Staates richte. Der absolutistische Staat schuf damit die Voraussetzung für den Aufstieg des Bürgertums. In einer „Verweltlichung der Kritik“ an Kirche und Staat sprengte das Selbstbewusstsein des Bürgertums, im Bündnis mit dem antiabsolutistischen Adel, die ihm staatlicherseits gesetzten Grenzen. Die ausgeübte Kritik der Aufklärer am absolutistischen Staat führte zur politischen Krise, zur bürgerlichen Revolution. Für die bürgerliche Welt und die von ihr ausgelöste Krise greift Koselleck auf eine medizinische Metapher zurück: sie gilt ihm als „destruktive Krankheit“. Die nach dem Rezensenten Helmut Kuhn „immer schon im Voraus bejahte Axiomatik des Politischen“ verdankt sich seinem Mentor Carl Schmitt, der „in jedem Kapitel dieser Studie gegenwärtig“ sei. Von Schmitt übernahm Koselleck auch dessen Begriff vom Bürgerkrieg, um die Struktur der europäischen Geschichte zu erfassen, sowie das der Schmittschen Hobbes-Lektüre geschuldete Verständnis vom absolutistischen Staatszweck als die fortwährende Verhinderung des Bürgerkriegs.

## Inhalt

### Erstes Kapitel
Im ersten Kapitel wird nach der Genese und Struktur des absolutistischen Staates als Voraussetzung der Aufklärung gefragt. Die Überwindung der religiösen Bürgerkriege ist die raison d’être (Daseinsberechtigung) des Absolutismus. Der Staat wird zum Neutralisator religiöser Gegensätze. Die Staatslehre von Hobbes beruht darauf, dass der Mensch zum Untertan wird; seine Handlungen unterliegen restlos dem Staatsgesetz, während er im privaten Innenraum in seiner Gesinnung frei bleibt. Der Staat bietet Schutz im Gegenzug für Gehorsam. Koselleck folgert, dass die „moralische Qualifikation des Souveräns“ darin besteht, „in seiner politischen Funktion, Ordnung zu stiften und Ordnung zu halten.“ Es sind die „grausamen Erfahrungen der konfessionellen Bürgerkriege“, aus denen sich die europäische Staatenordnung entfaltet.

### Zweites Kapitel
Die Herausbildung des Bürgertums als einer neuen Schicht von Kaufleuten, Bankiers, Steuerpächtern und Geschäftsleuten mit einem spezifischen Selbstverständnis behandelt das zweite Kapitel. Unter Beachtung des für den Absolutismus konstitutiven Dualismus von Politik und Moral, der Trennung in Mensch und Untertan wird für die bürgerlichen Aufklärer zunächst der Bereich der privaten Moral zur Domäne ihrer Selbstorganisation und Kritik. Als ihre beiden wichtigsten Organisationsformen beschreibt Koselleck die Freimaurerlogen und die „Gelehrtenrepublik“. Die von ihnen in dieser Privatsphäre geübte moralische Kritik greift zunächst auf die Texte der Heiligen Schriften und dann auf den Staat über, mit der Folge, dass dessen Autorität unterminiert wird. Indem ihre Elite „den absolutistischen Staat und die Kirche negierten“, gewann die bürgerliche Schicht an Selbstbewusstsein und betrachtete sich „in steigendem Maße als den potentiellen Träger der politischen Macht“. Die Etappen der zunehmend politischer werdenden Kritik zeichnet Koselleck an den Schriften des Bibelexegeten Richard Simon und der Aufklärer Bayle, Voltaire, Diderot und Kant nach.

### Drittes Kapitel
Das dritte Kapitel beschreibt die sich zuspitzende Krise im Verhältnis von bürgerlicher Gesellschaft und absolutistischem Staat im Spiegel der Schriften von Rousseau, Raynal und Thomas Paine. Die souveräne bürgerliche Kritik sprengt den moralischen Innenraum und führt die „Souveränität der Gesellschaft“ über den Staat herbei. Die Krise erfasst Staat und Gesellschaft und fällt nach Rousseau mit der Revolution zusammen. Koselleck konstatiert eine verblindete „Herrschaft der Utopie“, die, da sie das Wesen der Macht (die Verhinderung des Bürgerkrieges) verkennt, „Zuflucht zur schieren Gewalt“ nimmt und in der Geschichtsphilosophie ihre Rechtfertigung sucht.

## Gegenwartsbezug
Im Vorwort zur Taschenbuch-Ausgabe von 1973 und in deren Einleitung finden sich einige wenige Hinweise auf die weltgeschichtliche Situation. Koselleck lässt durchblicken, dass die von der aufklärerischen Kritik mit ihrem utopischen Überschwang in Gang gesetzte Dynamik, die in Revolution und Terror mündete, in veränderter Konstellation noch die Lage nach dem Zweiten Weltkrieg bestimme. Das 18. Jahrhundert wird als „Vorraum des gegenwärtigen Zeitabschnitts“ bezeichnet, dessen Spannung sich seit der Französischen Revolution zunehmend verschärft und die ganze Welt ergriffen habe.  Die „gegenwärtige Weltkrise“, die bereits im ersten Satz der Einleitung thematisiert wird, steht für ihn „im Horizont eines geschichtsphilosophischen, vorwiegend utopischen Selbstverständnisses“. Das „Erbe der Aufklärung“, formuliert er im Schlusskapitel, sei „noch omnipräsent“. Im Vorwort zur englischsprachigen Ausgabe 1988 schreibt er: „My starting-point was therefore to explain the Utopian ideas of the twentieth century by looking at their origins in the eighteenth“ (Mein Ausgangspunkt war, die utopischen Ideen des 20. Jahrhunderts durch den Rückblick auf ihren Ursprung im 18. Jahrhundert zu erklären). Im Kontext des Kalten Krieges sei der jeweils exklusive Anspruch moralischer und philosophischer Legitimation sowohl des liberal-demokratischen Amerikas wie des sozialistischen Russlands auf die Ideen der Aufklärung zurückzuführen. Jan-Friedrich Missfelder zufolge wird in Kritik und Krise definitiv umschrieben, wenn auch nie explizit erwähnt, was Schmitt auf den Begriff bringt: „Weltbürgerkrieg ist die Kategorie, die Frühe Neuzeit und Gegenwart analytisch miteinander verkoppelt“. Auch in seiner späteren Begriffsgeschichte hält Koselleck an der Auffassung fest, Utopien und säkularisierte Geschichtsphilosophie als Ursachen von (Welt-)Bürgerkriegen zu verstehen. Sein Ziel bleibt es, „die Dialektik der Kritik-Krise umzukehren“ (Imbriano): zur Gegen-Kritik der Fortschrittsutopie, um die Krise und „den Untergang zu verhindern“ (Koselleck).

## Neuformulierung des Krisenbegriffs
In späteren Veröffentlichungen verwendet Koselleck weiterhin den Krisenbegriff, um die Bedingungen der Neuzeit zu diagnostizieren. Die Entstehung der bürgerlichen Welt wird indessen nicht mehr allein auf der politischen Ebene verhandelt, sondern auch mit den sozialen, technischen und ökonomischen Veränderungen erklärt. Den Krisenbegriff definiert er zu einer historischen Erkenntniskategorie um. Hatte er in Kritik und Krise die Krise als Krankheit und die Moderne als Verfall eines ursprünglich gesunden Organismus diagnostiziert, verwendet er später einen historischen Begriff, welcher die zeitliche Dimension der Beschleunigung beschreibt. Die Metaphorik der Krankheit wird aufgegeben. Nicht mehr als Pathogenese wird die Entstehung der modernen Welt begriffen, sondern lediglich als eine historische Veränderung der gesellschaftlichen Zeitstrukturen. Als untrügliches Kriterium der Neuzeit betrachtet er ihre Bewegungsbegriffe wie zum Beispiel „die Revolution, den Fortschritt, die Entwicklung, die Krise, den Zeitgeist, alles Ausdrücke, die zeitliche Indikationen“ enthalten. Die Beschleunigung der neuzeitlichen Welt begreift er nun als Krise und spricht von „anwachsendem Zeitdruck“, gar von „apokalyptischer Zeitverkürzung“, dem die Menschheit nicht zu entrinnen scheint. Es geht ihm nunmehr darum, eine Kritik der Gefahren des technischen Fortschritts zu formulieren und in der Entwicklung der Technik immer neue Verfalls- und Krisenmöglichkeiten (genannt werden Atomkraft und Atombombe), ja Katastrophen zu beschwören, die die Menschen mit ihren technischen Verfügungsgewalten selbst über sich herbeizuführen fähig geworden sind. Gleichwohl sieht er die konkrete Möglichkeit des Untergangs oder der Krise nicht allein in der Beschleunigung der technischen Welt, sondern auch weiterhin als politische Krise im Horizont des Weltbürgerkrieges.

## Dialektik der AufklärungundKritik und Krise
Vermutlich in Anspielung auf entsprechende Äußerungen Kosellecks vermutet die Historikerin Ute Daniel: „Wäre nicht 1947 ein Buch von Theodor W. Adorno und Max Horkheimer mit dem Titel Dialektik der Aufklärung erschienen, dann wäre Kosellecks Dissertation so betitelt worden“. Der Vergleich beider Bücher beruht zunächst darauf, dass aufklärende Kritik im historischen Prozess in ihr Gegenteil umschlägt, in Despotie und umfassende Manipulation. Die Begründungszusammenhänge differieren jedoch erheblich: Während Horkheimer und Adorno diese Dialektik menschheitsgeschichtlich viel tiefer, an der Selbstbehauptung des Subjekts, ansetzen und die fortschrittliche Seite der Aufklärung nicht unterschlagen, bezieht sich Kosellecks „illiberale Aufklärungskritik“ auf politische Prozesse des 17. und 18. Jahrhunderts, deren aufklärende Kritik ihm zufolge in politische Krisen und schließlich Revolutionen mit zerstörerischem Charakter einmündete. Im Vorwort zur Taschenbuch-Ausgabe 1973 spricht Koselleck expressis verbis von einer „Dialektik der Aufklärung“, ohne jedoch auf die Arbeit von Horkheimer und Adorno Bezug zu nehmen.
Auch der Historiker Michael Schwartz konstatiert, dass Koselleck der aufklärungskritischen Schrift von Horkheimer und Adorno Einiges verdanke: beide Ansätze träfen sich im Befund: „Aufklärung ist totalitär“. Doch sei Kosellecks Aufklärungkritik „keine aufklärerische ‚Selbst‘-Kritik wie bei Horkheimer/Adorno, sondern ein (weiterer) neokonservativer Frontalangriff von außen“. Nicht auf die Selbstbesinnung der Aufklärung, sondern auf „ihre Entlarvung als politikunfähige und damit hochgefährliche Hypokrisie“ ziele Kosellecks These. Schwartz weist auf eine weitere Differenz zwischen beiden Publikationen hin: Das aktuelle Erkenntnisinteresse von Horkheimer/Adorno zielte auf ein tieferes Verständnis des Nationalsozialismus und Zweiten Weltkriegs, während Kosellecks Analyse historischen Aufschluss über den „Kalten Krieg“ und die totalitäre Drohung aus dem Osten zu geben vorgab.

## Rezeption
Kritik und Krise wurde Jahre nach ihrer Veröffentlichung als die „literarisch erfolgreichste Dissertation eines deutschen Geisteswissenschaftlers im 20. Jahrhundert“ bezeichnet. Der Schweizer Wissenschaftsforscher Mario Wimmer resümierte in seiner kurzen Rezeptionsgeschichte, dass die Schrift „in allen Fällen als ‚Klassiker‘ wahrgenommen, übersetzt und eingeführt wurde“. Das Buch wurde ins Spanische (1965), Italienische (1972), Französische (1979), Englische (1988), Serbische (1997), Japanische (1999), Portugiesische (1999) und Chinesische (2006) übersetzt.
Carl Schmitt, der schon die Arbeit an der Studie mit Fragen und Antworten begleitet hatte, wurde – nach Erscheinen der Druckfassung – von Koselleck gebeten, eine Rezension zu verfassen. Eine Kurzbesprechung erschien im Jahrbuch Das Historisch-Politische Buch (ein fehlerhafter Ausschnitt daraus wurde später für die Suhrkamp-Ausgabe ohne Quellenangabe als Klappentext verwendet). Schmitt kategorisierte die Studie als einen Beitrag zur „Ideengeschichte im Stil von Friedrich Meinecke“. Mario Wimmer zufolge habe Schmitt mit diesem Vergleich Koselleck den „Rang von Weltgeltung“ zugesprochen. Weitere frühe Rezensionen veröffentlichten der Philosoph Helmut Kuhn, der Historiker Christian Meier und der Sozialphilosoph Jürgen Habermas. Schon dieses fachlich breite Spektrum der Rezensenten zeigt, dass die Dissertation „weder nur historisch, noch nur soziologisch, noch nur philosophisch eindeutig ausgewiesen war“, wie in den Reden zur Festveranstaltung anlässlich des 50. Jahrestages (für eine Dissertation eine ungewöhnliche Ehrung) hervorgehoben wurde.
In der kritischen Rezeption wurde Kosellecks Schrift vielfach als ein Frontalangriff auf die säkulare Religion der Aufklärer rezipiert. Die Moderne wird innerhalb seiner konservativen Krisentheorie als Zeit eines Verfalls beschrieben. Mit der Metapher der Pathogenese beschreibt er den Beginn der bürgerlichen Welt als Entstehung einer Krankheit innerhalb eines ursprünglich gesunden Organismus.
Jürgen Habermas hat in seiner Studie über die Herausbildung der bürgerlichen Öffentlichkeit – Strukturwandel der Öffentlichkeit (1962) – viele historische Hinweise Kosellecks aufgriffen, aber bereits 1960 (in einem Aufsatz im Merkur) die zentrale These des Buches in Frage gestellt: „dass die als indirekte politische Gewalt etablierte Kritik notwendig die Krise auslöst“ hielt er nicht für überzeugend. Indem Koselleck das „Prinzip der öffentlichen Diskussion als eins des Bürgerkriegs diskreditiert“, verkenne er die objektive Intention der Öffentlichkeit, die nicht auf eine Moralisierung, sondern auf Rationalisierung der Politik hinauslaufe und später in der Gestalt des bürgerlichen Rechtsstaates, durch die Institutionalisierung der Öffentlichkeit im Parlament als Staatsorgan, ihre Erfüllung gefunden habe. Dem entwickelten Marktverkehr der Bürger untereinander wohne eine Rationalität inne, die darauf abziele, dass die politische Gewalt in öffentliche Gewalt überführt werde. Die Geschichtsphilosophie artikuliere „die Idee der machbaren Geschichte“, nämlich dass die Menschen den geschichtlichen Prozess selbst in die Hand nähmen.
Der Schweizer Historiker Caspar Hirschi sieht in der Schrift ein „Musterbeispiel an geschichtsphilosophischer Dialektik“. Der Absolutismus erscheine als Antithese zu den Religionskriegen, die Aufklärung als Antithese zum Absolutismus. Koselleck wolle die Aufklärer der Verblendung überführen. Sein Buch sei ein Angriff mit den Waffen des Gegners; denn er mache sich „zum Aufklärer der Aufklärer, zum Kritiker der Kritiker“. „In bester aufklärerischer Manier verbindet er die epistemische Kritik mit einem moralischen Verdikt“: die Kritik sei zur Hypokrisie „verdummt“. Kritik werde von Koselleck zum „Monstrum moderner Machtausübung“ hochstilisiert, sie sei für ihn unvereinbar mit Realpolitik.
In einer erneuten Lektüre hat Michael Schwartz die Schrift einer ausführlichen Kritik unterzogen. Seine wichtigsten Kritikpunkte sind neben historiographischen Fehlurteilen die Parteinahme für das absolutistische Politikverständnis.
Zu den Fehlurteilen zählt Schwartz Kosellecks Definition des absolutistischen Staates; sie ignoriere, dass es eine Kausalbeziehung zwischen Konfessions-Bürgerkrieg und werdendem Absolutismus in der europäischen Realität häufig nicht gegeben habe (S. 38). Auch seine Gleichung: Aufklärung contra Absolutismus = Revolution und Totalitarismus sei durch nichts begründet, da in Europa der Weg in die Moderne sowohl durch Revolution wie durch Reform beschritten worden sei (S. 54). Eine Apologetik des Politischen betreibe Koselleck, wenn er der Aufklärung vorwerfe, dass sie sich angemaßt habe, die Autonomie des Politischen mittels utopischer Konstruktionen zu negieren und damit das Fundament für den modernen utopisch-ideologischen Totalitarismus gelegt habe (S. 35). Er fälle damit ein geschichtsphilosophisch normatives Verdikt über einen unliebsamen historischen Vorgang (S. 53). Zudem bediene er sich in seiner moralischen Abqualifizierung und schematischen Verzerrung der Aufklärung der gleichen hyperkritischen Mittel, wie er sie der totalitären Geschichtsphilosophie unterstellt (S. 47).
Michael Schwartz fasst sein abschließendes Urteil dahingehend zusammen, dass Kosellecks „Schwanken zwischen anti-aufklärerischem Moralismus und geschichtsphilosophischem Fatalismus […] in der Attitüde des moralisierend-kritisierenden Apologeten einer ‚Politik‘“ kumuliere, „die doch gerade frei von aller Moral und Kritik agieren soll“ (S. 57).

## Textausgaben
- Reinhart Koselleck: Kritik und Krise. Eine Studie zur Pathogenese der bürgerlichen Welt.
  - Erstausgabe: Verlag Karl Alber, Freiburg, München 1959.
  - Taschenbuchausgabe: Suhrkamp Verlag, Frankfurt am Main 1973, ISBN 3-518-27636-0; 11. Auflage 2010.
- Englischsprachige Ausgaben: Reinhart Koselleck: Critique and Crisis. Enlightenment and the Pathogenesis of Modern Society.
  - Berg Publishers, Oxford 1988, ISBN 0-262-61157-0.
  - MIT Press, Cambridge, Massachusetts 1988.[54]